# Saraceni
Saraceni (grško: Σαρακηυοί, latinsko: Saraceni) so v srednjem veku imenovali vse Arabce oziroma pripadnike islamske veroizpovedi.

## Etimologija
Beseda Saracen izhaja iz grške besede Σαρακηνός, za katero mnogi trdijo, da izhaja iz arabske besede sharqiyyin in pomeni "vzhodnjaki", vendar povezava med arabsko in grško besedo ni popolnoma utemeljena. Besedo Saraceni so v Evropo prinesli Bizantinci in križarji.
V prvih stoletjih našega štetja so bili Saraceni nomadsko arabsko pleme s Sinajskega polotoka, kasneje pa so grško govoreči podložniki Rimskega cesarstva začeli besedo uporabljati za vse Arabce. Po vzponu islama, še bolj pa v času križarskih vojn, se je ime razširilo na vse, ki jih danes imenujemo muslimane, predvsem na tiste s Sicilije in južne Italije.
V krščanski spisih se ime nanaša na "tiste, ki nimajo Sare" oziroma "tiste, ki so brez Sare", kar za Arabce seveda velja, ker naj bi bili potomci Hagarja in se zato imenujejo tudi Hagarjanci (Ἀγαρηνοί). 

## Saraceni v rimskih časih
Najstarejša datirana omemba Saracenov je v Ptolomajevi Geografiji. Saracenija je bila pokrajina na današnjem severnem Sinaju, imenovana po mestu Saraka med Egiptom in Palestino. Ptolemaj omenja ljudstvo Sarakenoi, ki je živelo v severozahodni Arabiji. Evzebij iz Cezareje omenja Saracene v svoji Cerkveni zgodovini v pripovedi aleksandrijskega škofa Dioniza o preganjanju rimskega cesarja Deciusa: »V arabskih gorah so jih mnogo zasužnjili barbarski sarkenoi«. Historia Augusta, ki je bila napisana okrog leta 400, opisuje napad Saracenov na vojsko Pescenija Nigra v Egiptu leta 193, vendar pove zelo malo o tem, kdo so bili.
Hipolit, Knjiga deželnih zakonov in Uranij omenjajo v prvi polovici 3. stoletja tri različna arabska ljudstva: Saracene, Taene in Arabce. Taene so kasneje poistovetili z arabskim plemenom Taji, ki je živelo od oaze Khajbar do vzhodnega Evfrata, Saracene pa so umestili severno od njih. Saracaceni iz Severnega Hejaza, ki so jih Rimljani imenovali barbaroi, so imeli nekaj vojaških sposobnosti in so bili rimski sovražniki. Notitia dignitatum, ki je nastala sredi 3. stoletja v času cesarja Dioklecijana in omenja različne enote v rimski vojski, razlikuje Arabce, Iluturene in Saracene. Saraceni so sestavljali equites (težko konjenico) iz Fenicije in Tamuda. V praeteritio se Saraceni omenjajo kot poraženci Dioklecijanovega pohoda v Sirsko puščavo. V drugih vojaških poročilih iz 4. stoletja ni nobenih omemb Arabcev, pač pa se prebivalci Mezopotamije, ki so se bojevali na rimljanski ali na perzijski strani imenujejo Saraceni. 
Historia Augusta navaja pismo rimskemu senatu, ki ga pripisujejo Avreliju, ki takole opisuje palmirsko kraljico Zenobijo:
Upam si reči, da je med ljudstvi na vzhodu, vse do Egipta, vzbujala tak strah, da se niti Arabci niti Saraceni niti Armenci niso upali ničesar storiti proti njej.
V zgodnjih bizantinskih kronikah opisuje Saracene Ioanes Malalas. Med dvema omembama Saracenov je nekaj razlik: Malalas je imel Palmirce in vse druge prebivalce Sirijske puščave za Saracene in ne za Arabce, medtem ko Historia Augusta pravi, da Sareceni niso bili podložniki Zenobije in jih ločuje od Palmircev in Arabcev. Amijan Marcelin, zgodovinar Julija Odpadnika, v spisih s konca 4. stoletja omenja Saracene kot prebivalce Sirijske puščave, ki so zamenjali Arabce. Malo kasneje so bili Saraceni znani kot puščavski vojščaki. Naziv Saracen je bil priljubljen tako v grški kot rimski literaturi. Z njim so poimenovali Arabce, pa tudi Asirce in je imel izrazito negativen prizvok. V 2. in 3. stoletju so se odnosi med Rimljani in Arabci močno zaostrili zaradi rimske zasedbe arabskih mest, kar je močno pripomoglo tudi k nomadizaciji arabskih plemen. 
Na koncu rimskega obdobja na Bližnjem vzhodu se je ime Saracen začelo uporabljati za vse Arabce.
Primerljiva srednje perzijska izraza za Saracene sta tazigan in tayyaye. Štefan Bizantinec jih v 6. stoletju omenja kot prebivalce lahmidskega glavnega mesta Al-Hirah.

## Saraceni v krščanski literaturi
Evzebij in Epifan Sholastik v svojih krščanskih zgodovinah postavljata Saracene vzhodno od Akabskega zaliva, toda onkraj rimske province Arabije in jih imenujeta Izmaeliti. Zanje torej ni veljala obljuba, ki jo je dobil Abraham in njegovi nasledniki in niso imeli privilegiranega položaja v družini narodov in v božji previdnosti. Nanje so najprej gledali kot na pogane in politeiste, v poznem krščanskem obdobju pa so jih začeli povezovati s krutimi tirani iz zgodnje krščanske zgodovine, na primer s Herodom Velikim, Herodom Antipasom in Agripo I. Krščanski spisi jih opisujejo kot heretike, ki jih je treba spreobrniti v pravo vero (Origen). Za katoliškega svetega Jeronima so bili tudi Arabci, ki jih krščanska teologija imenuje Izmaeliti, po definiciji Saraceni. Bili so v šotorih živeči prebivalci vzhodnega roba Rimskega cesarstva. Izraz Saracen je hkrati pomenil prebivalce, ki so živeli na robu civilizirane družbe, ropali mesta in vasi in začeli so jih enačiti z Beduini, ki so živeli v šotorih, z Arabci, ki so živeli v stalnih naseljih. Cerkveni pisci tistega časa najpogosteje opisujejo ropanje samostanov in ubijanje menihov in naziv Saracen je v srednjem veku dobil negativen prizvok tako med Grki na vzhodu kot med Latinci na zahodu. Z vzponom islama v 7. stoletju in njegovo tesno povezanostjo z Arabci, je naziv Saracen poleg rasne in kulturne vsebine dobil še verski prizvok. S širjenjem Arabskega imperija je prišlo do sovražnosti z Bizantinskim cesarstvom, na katere se je gledalo kot na spopad islama in krščanstva. Med križarskimi vojnami se je tako mnenje še bolj utrdilo. 
Ivan iz Damaska, prebivalec glavnega mesta kalifata, je v zgodnjem 8. stoletju Saracene opisal takole:
V mestu so tudi ljudje, ki gojijo kult Išmaelitov, znanilcev Antikrista, ki prevladuje še danes. Ljudstvo izvira od Išmaela, ki se je rodil Abrahamu od Hagarja, in ga zato imenujejo tudi Hagareni in Išmaeliti. Imenujejo pa jih tudi Saraceni, ker jih je Sara odslovila praznih rok, saj je Hagar :sam rekel angelu: "Sara me je poslala stran praznih rok" (Geneza xxi. 10, 14). Ti ljudje so potem postali častilci jutranje zvezde (Danice) in Afrodite , ki jo v svojem jeziku imenujejo Akbar ali Chabar in pomeni "velika". Odkriti častilci idolov so bili vse do Herakleja, potem pa se je med njimi pojavil lažni prerok, imenovan Mohamed, ki je spoznal Staro in Novo zavezo in se na videz spreobrnil, nato pa sta skupaj z arianskim menihom postala heretika. S prilizovanjem in hlinjeno pobožnostjo je med ljudmi razširil govorice, da je spise dobil z nebes. Osnoval je neki nesmiseln nauk in ga zapisal v knjigi, ki je postala predmet čaščenja.
Danes se naziv Saracen pogosto uporablja za sredozemske pirate.